# Nieuwe Tuin (Potsdam)
De Nieuwe Tuin (Duits: Neuer Garten) is een 102,5 ha groot park in Potsdam in de Duitse deelstaat Brandenburg. Het park ligt ten noorden van het centrum van Potsdam en wordt begrensd door de Jungfernsee en de Heiliger See respectievelijk aan de noord- en oostzijde.
Koning Frederik Willem II van Pruisen liet hier vanaf 1787 een nieuwe tuin aanleggen, vandaar de naam. In de Nieuwe Tuin liet hij het neoclassicistische Marmerpaleis bouwen. Daarnaast werden onder zijn bewind verscheidene kleinere gebouwen en monumenten in het park geplaatst, zoals een ijskelder in de vorm van een piramide en de gotische bibliotheek. In 1816 en 1828 werden door de beroemde Pruisische tuinarchitect Peter Joseph Lenné enkele veranderingen doorgevoerd. Onder keizer Wilhelm II werd tussen 1914 en 1917 het Cecilienhof gebouwd. Dit paleis is vooral bekend van de aldaar gehouden Conferentie van Potsdam aan het einde van de Tweede Wereldoorlog.
Dit object is onderdeel van het ensemble paleizen en parken van Potsdam en Berlijn dat in 1990, 1992 en 1999 in drie fasen op de werelderfgoedlijst van de UNESCO is geplaatst. Andere items ervan zijn:
De Russische kolonie Alexandrowka · 
De Antieke Tempel · 
Het Slot Babelsberg · 
Het Babelsbergpark · 
De Belvédère op de Pfingstberg · 
 De Belvédère van Sanssouci · 
De Bildergalerie · 
Slot Cecilienhof · 
Slot Charlottenhof · 
Het Chinese theehuis · 
 Het Drakenhuis · 
Het Glienickepark · 
Het Jachtslot Glienicke · 
Het Slot Glienicke · 
 Het keizerlijk station van Potsdam · 
Het Marmerpaleis · 
De Neptunusgrotte · 
Het Nieuwe paleis · 
De Nieuwe Tuin · 
De Nieuwe Vertrekken · 
De blokhut Nikolskoë · 
Het Oranjerieslot · 
Het Pauweneiland · 
De Sint-Petrus-en-Pauluskerk van Nikolskoë · 
De Pomonatempel · 
De Romeinse baden · 
Slot Sanssouci · 
Slot Sacrow · 
 De Verlosserkerk van Sacrow · 
De Vredeskerk · 
De vriendschapstempel
- Gemeinsame Normdatei: 4513796-1
- Library of Congress Control Number: sh97004706
- Nationale Bibliotheek van Israël: 987007530214705171
- Virtual International Authority File: 238765823